# Archeologické rozhledy

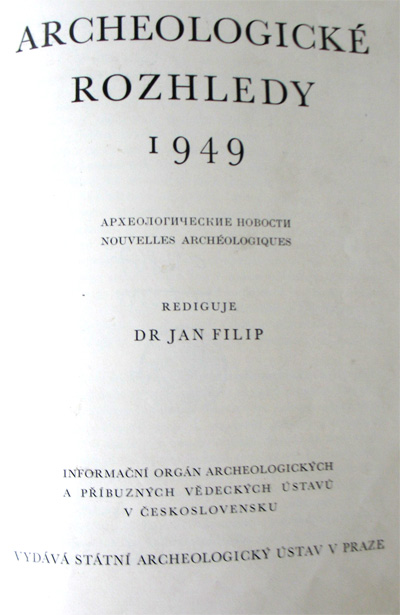
Archeologicke rozhledy

Archeologické rozhledy jsou odborné periodikum se zaměřením na archeologii.

## Historie
Časopis vychází od roku 1949, vydavatelem byla Československá akademie věd v Nakladatelství ČSAV (později Academia), od roku 1991 Archeologický ústav ČSAV/AV ČR Praha. Založen byl jako fórum pro široké spektrum archeologické problematiky k prezentaci nových archeologických nálezů, teoretické studie, drobné zprávy z terénu, recenze, personálie aj.

## Současnost
Časopis, v současné době recenzovaný, je zaměřen na starší dějiny člověka (pravěk a raný středověk) a jeho hmotné kultury, vývoj životního prostředí i současné trendy archeologické disciplíny především v rámci střední Evropy. Jeho obsahem jsou (zásadně původní) studie, příspěvky a polemiky, recenze odborné literatury domácí i zahraniční. 

## Vedoucí redaktoři
- Jan Filip (1949–1975)
- Josef Poulík (1976–1990)
- Jiří Hrala (1991–1996)
- Václav Matoušek (1997–2000)
- Martin Ježek (2000–2023)
- Václav Vondrovský (od 2023)